# Cougar
Кугуар — американская тяжёлая бронемашина класса MRAP (Mine-Resistant Ambush Protected).
Производится и разработана компанией Force Protection Inc. 
Cougar разработаны по программе министерства обороны США MRAP (Mine Resistant Ambush Protected, «защищенный от подрыва на минах и нападений из засады»). 
В британской армии именуется как Mastiff.

## История создания
В начале 2000-х годов Соединенные Штаты столкнулись с повышенной угрозой, представляемой засадами и взрывными устройствами, установленными на дорогах во время военных операций в Ираке и Афганистане. Взрывные устройства причиняли значительный ущерб и жертвы военнослужащим, передвигавшимся в обычных транспортных средствах. Была необходимость в бронированных машинах, способных защитить военнослужащих от взрывов и обеспечить им большую безопасность.
Кугуар раньше использовался в вооружённых силах Соединённых Штатов и на вооружении иракской армии, также состоит на вооружении британской армии.
Канада направила "Кугуары" в октябре 2007 года в Афганистан.
В ответ на эту угрозу, компания Force Protection Industries разработала MRAP Cougar. Она была создана на основе гражданского грузовика, исходно производимого в Южной Африке. Cougar был модернизирован и укреплен с целью повышения защиты и способности справляться с взрывными устройствами. Основной целью проекта было создание бронированного транспортного средства, способного эффективно защищать военнослужащих от мин и взрывов.
После успешных испытаний и демонстраций своей эффективности, MRAP Cougar был принят на вооружение американской армии. В 2004 году был заключен контракт между компанией Force Protection Industries и американским военным ведомством на поставку первых партий MRAP Cougar. В рамках контракта началось серийное производство транспортных средств Cougar для нужд армии США.
Cougar был одним из самых популярных и широкоиспользуемых транспортных средств в программе MRAP (Mine-Resistant Ambush Protected) США. Программа MRAP была запущена для обеспечения более высокого уровня защиты военнослужащих от взрывов и засад во время операций в Ираке и Афганистане. Множество различных моделей MRAP были разработаны и произведены, включая Cougar, Buffalo, MaxxPro и другие.
Cougar продолжал развиваться и совершенствоваться на протяжении военных операций. Были выпущены различные варианты Cougar с разным бронированием, улучшенными системами связи и другими улучшениями, чтобы лучше соответствовать требованиям и изменяющимся условиям на поле боя.
Применение MRAP Cougar позволило значительно снизить количество жертв среди военнослужащих, передвигавшихся на дорогах, защищенных этими транспортными средствами. Бронированный дизайн Cougar предоставлял экипажу и пассажирам значительную степень защиты от взрывов и обеспечивал более безопасные условия передвижения в опасных зонах.
MRAP Cougar оставил значительный след в истории современной военной техники, предоставив военнослужащим эффективное средство передвижения и защиты. Он продемонстрировал важность адаптации технологий и разработок к специфическим условиям боевых действий и подчеркнул значимость защиты военнослужащих в современной военной стратегии.

## Конструкция
Cougar построена с колесной формулой 4х4, и 6х6.
Имеет V-образное днище, которое перераспределяет энергию взрывной волны от мин в сторону от экипажа.
Бронекорпус разделен на две части: обитаемое отделение и двигательный отсек. 
Внутри может разместиться до 9 человек: трое спереди и ещё шестеро сзади на индивидуальных сиденьях. На бортах с каждой стороны расположены по три наблюдательных окошка, а также бойницы для ведения огня из стрелкового оружия без выхода наружу.
Унифицированное крепление на башне открытого типа позволяет использовать автоматический станковый гранатомет HK GMG (40 мм) или пулемёт нормального (крупного) калибра, например, 7,62-мм единый пулемёт или 12,7-мм крупнокалиберный. Применение дополнительных прицельных устройств и средств автоматизации стрельбы конструкцией бронеавтомобиля не предусмотрено.

## Британские модификации «Кугуара»

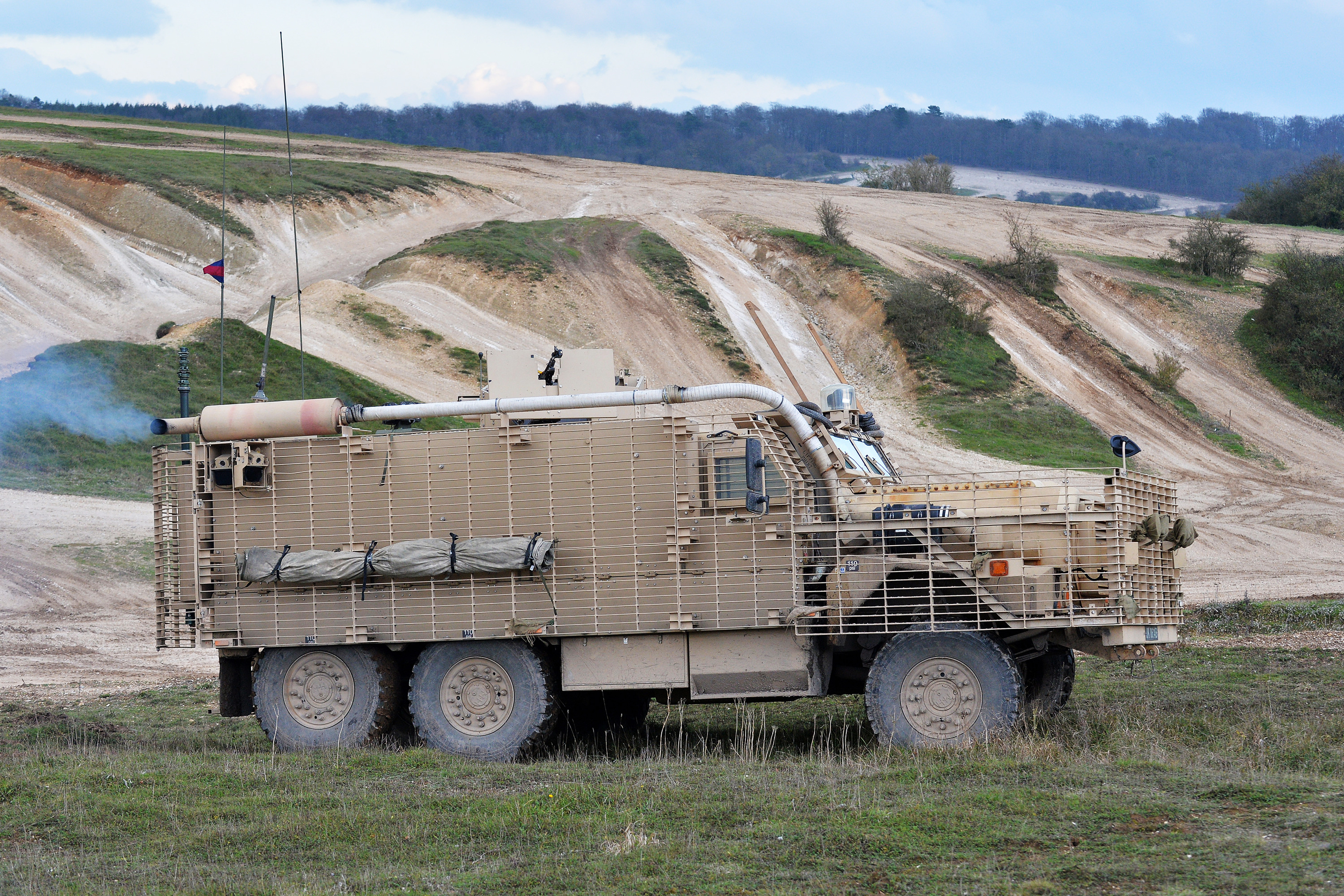
«Мастиф» британской армии

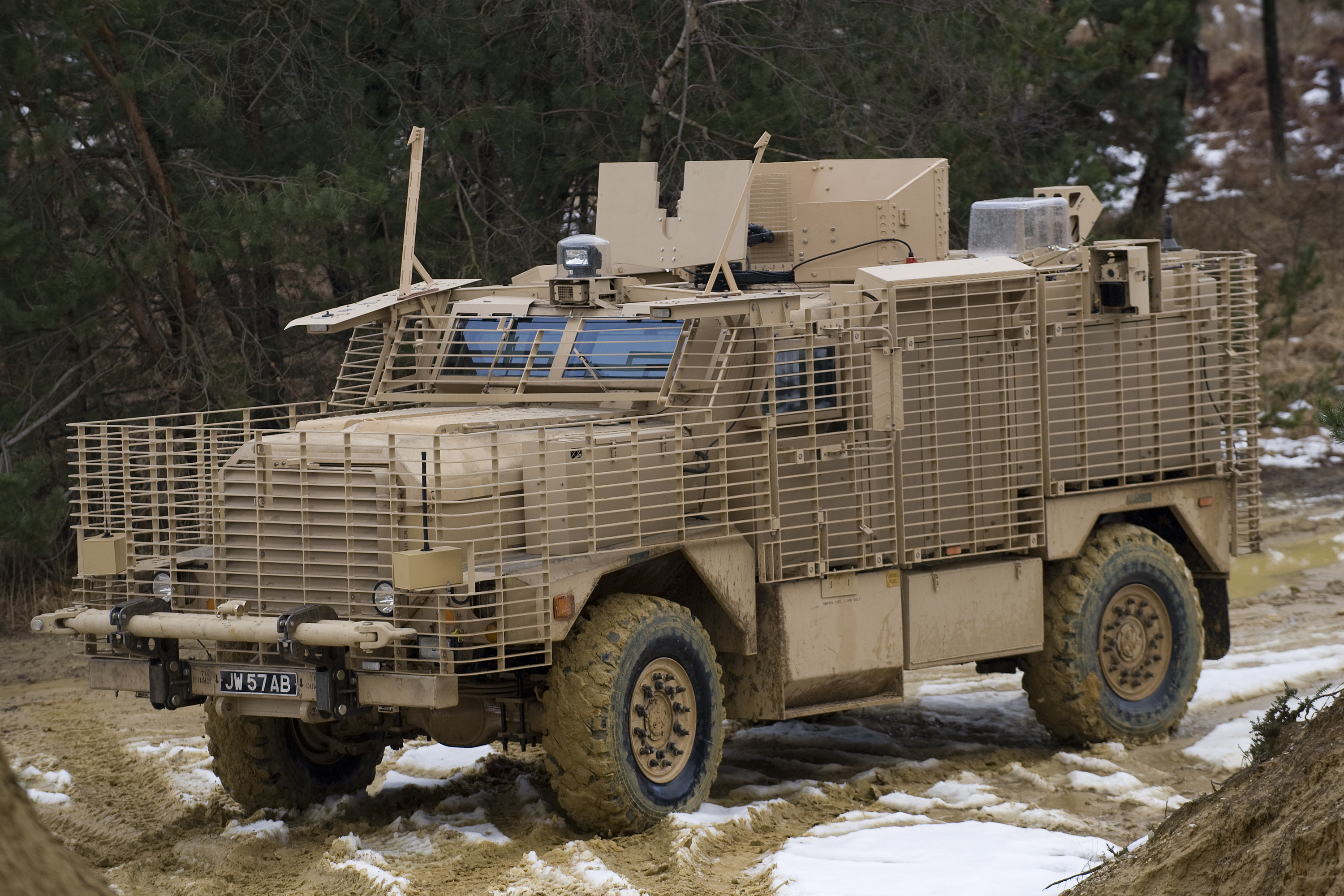
Ridgback британской армии

По сравнению с оригинальным автомобилем Кугуар, британский вариант — Mastiff (раньше британская армия заказывала MPV под наименованием Tempest MPV) — оснащён большими вертикальными броневыми листами, охватывающие порты для стрельбы. Это способствует безопасной транспортировке войск для защиты цели и хорошей огневой поддержке, при высадке. 
Большие броневые пластины также добавили защиту от РПГ или СВУ. В определенной степени эффективность круговой защиты от противотанковых средств усилена решетчатыми экранами.
Бронекорпус имеет десять оборудованных мест: два для членов экипажа и восемь для размещения десанта, выход которого осуществляется через распашную дверь в корме.
Из отличительных черт — наличие двух кондиционеров, помогающих поддерживать нормальную температуру внутри, при температуре более 38 °C снаружи.
Mastiff оснащён башней под пулемёты L7A2 GPMG 7,62 мм, L110A1 5,56 мм, L11A1 12,7 мм, 40-мм гранатомёт L134A1, или 50-мм автоматическую пушку. Одним из аспектов британского автомобиля является то, что способность среднего солдата стрелять точно из портов движущегося БМП была поставлена под сомнение.
В Афганистане «Мастифы» стояли на обеспечении пехотных подразделений начиная с 2006 года. Спустя несколько лет появилась модернизированная версия бронеавтомобиля Mastiff 2, использовавшаяся в составе парка бронетехники зарубежных военных баз Великобритании.
По состоянию на ноябрь 2008 года британская армия заказала 400 «Мастифов» для развертывания в Ираке и Афганистане. 
Поставки первых 86 автомобилей Mastiff начались в феврале 2007 года, к марту общее число машин достигло 108. В октябре 2007 года премьер Гордон Браун объявил о принятии дополнительно ещё 140 автомобилей Mastiff и 157 новых Cougar 4x4, названных Ridgback, которые были назначены для защиты войск от мин и фугасов.  
«Мастифы» очень хорошо себя зарекомендовали в горячих точках.

## На вооружении

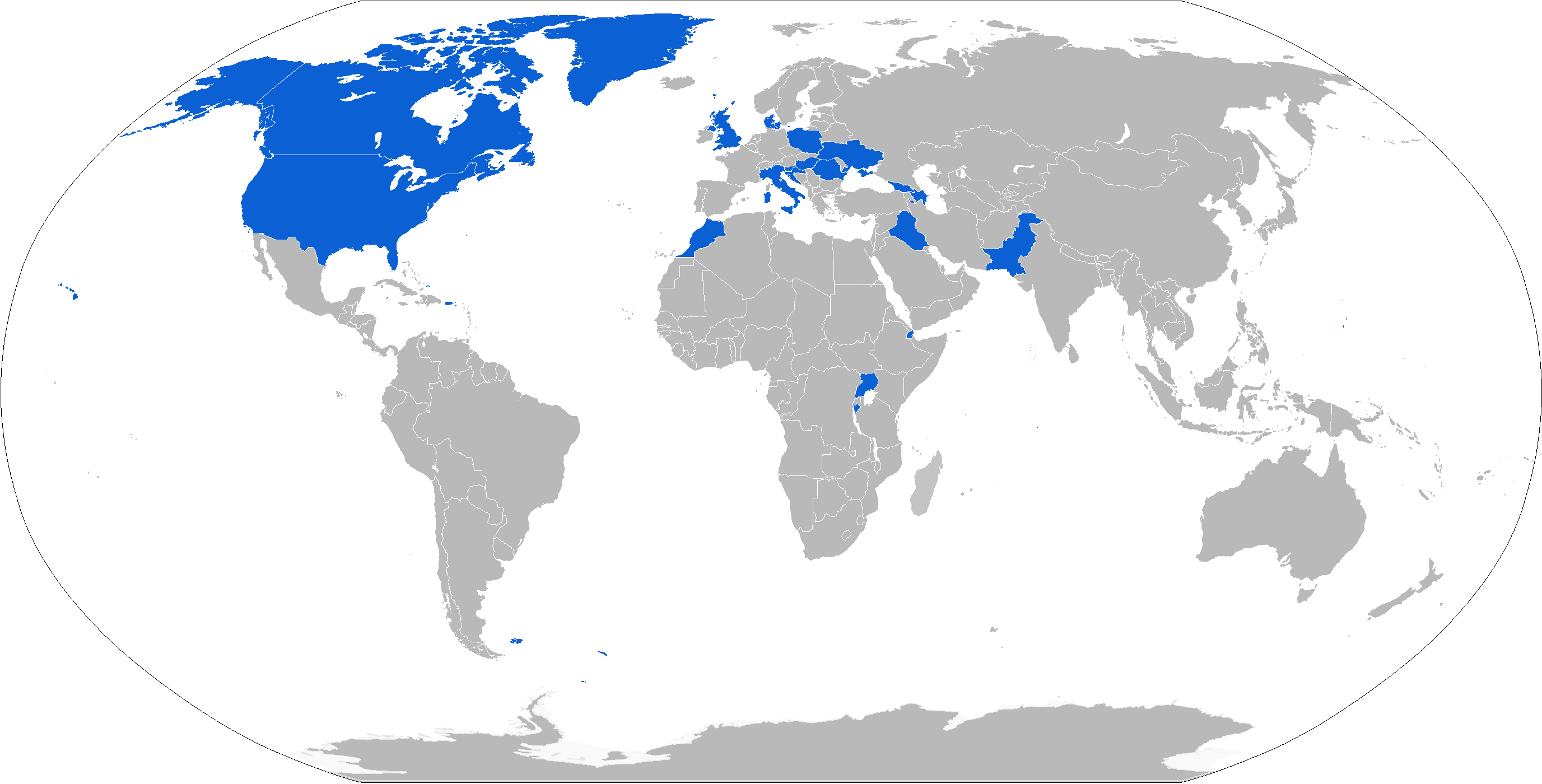
Операторы

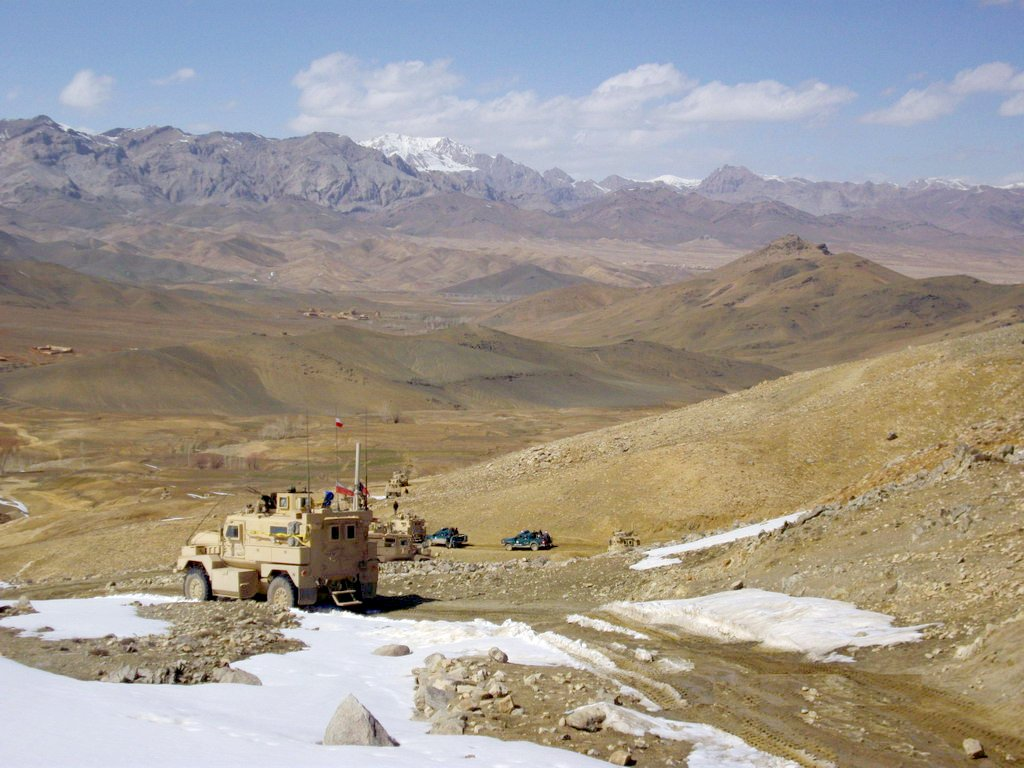
Польский «Кугуар» в Афганистане

- Канада — для канадских вооружённых сил[9] — 40 Cougar JERRV[10];
- Хорватия — 4 автомобиля, плюс армия США пожертвовала несколько Cougar MRAP хорватской армии в Афганистане[11];
- Дания — 40 "Кугуаров", арендованных у США. Используются в Афганистане[12];
- Грузия — 10 автомобилей на службе у грузинских сухопутных войск;
- Венгрия — 3 автомобиля плюс 10 заказанных[13];
- Ирак — 378 заказанных автомобилей Badger в 2007 году[14][15], плюс 865, заказанных в 2011 году;
- Италия — 10 единиц Cougar на вооружении по состоянию на 2024 год[16]. 6 кугуаров использовались итальянской армией в Афганистане[17];
- Словения — 7 автомобилей;
- Польша — 210 единиц Cougar на вооружении по состоянию на 2024 год[18].
- Украина[19][20] — не менее 17 единиц на вооружении по состоянию на 2024 год[21].
- Великобритания — 330 Mastiff 6x6 и 150 Ridgbacks на вооружении по состоянию на 2024 год[22]. Всего заказано 248 автомобилей Mastiff, 90 Wolfhound и 157 Ridgbacks[23][24];
- США
  - ЧВК Blackwater[25]
  - Армия США
- (?)Франция

## Галерея

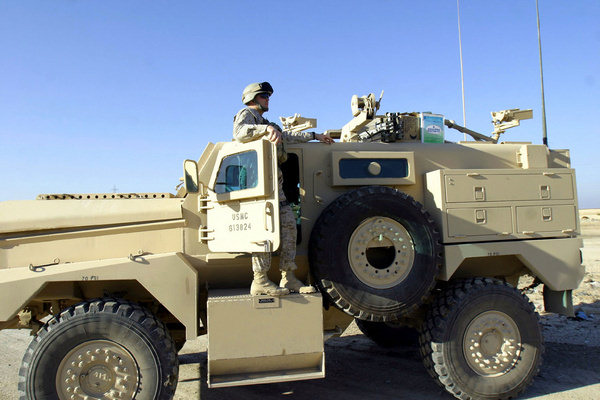
Cougar H in combat
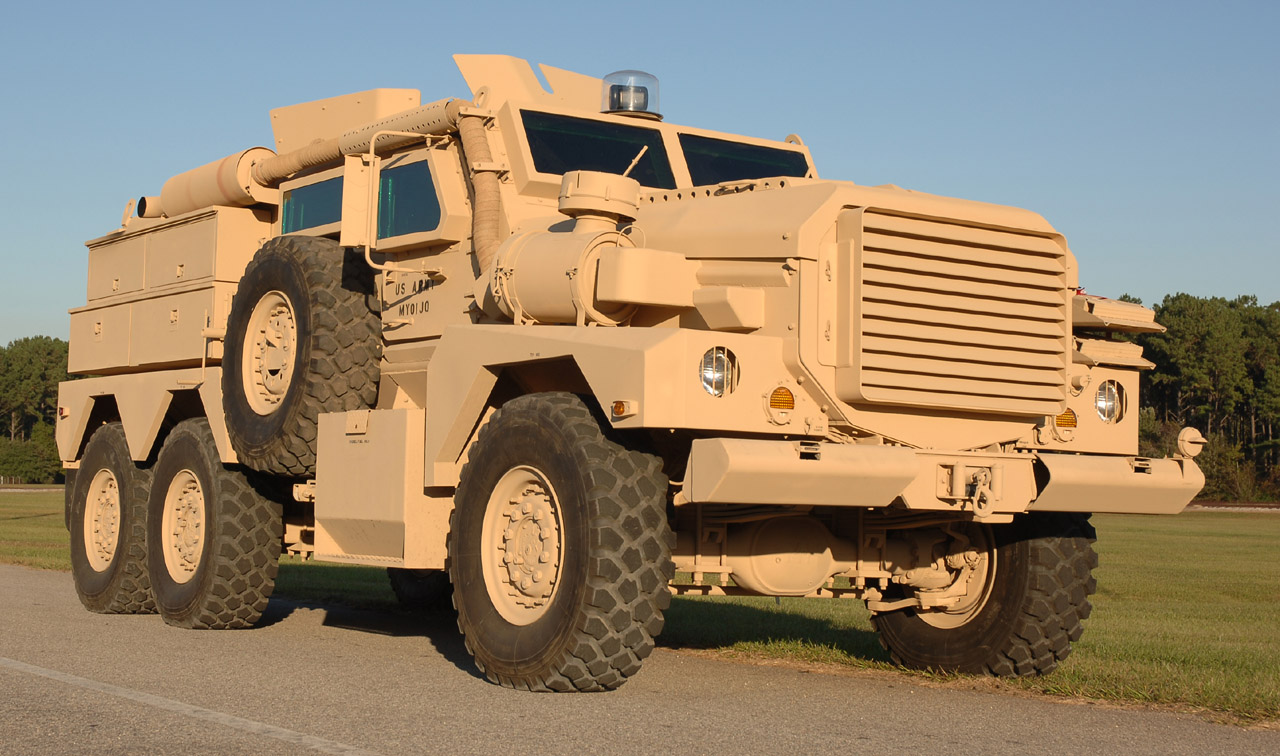
Cougar HE
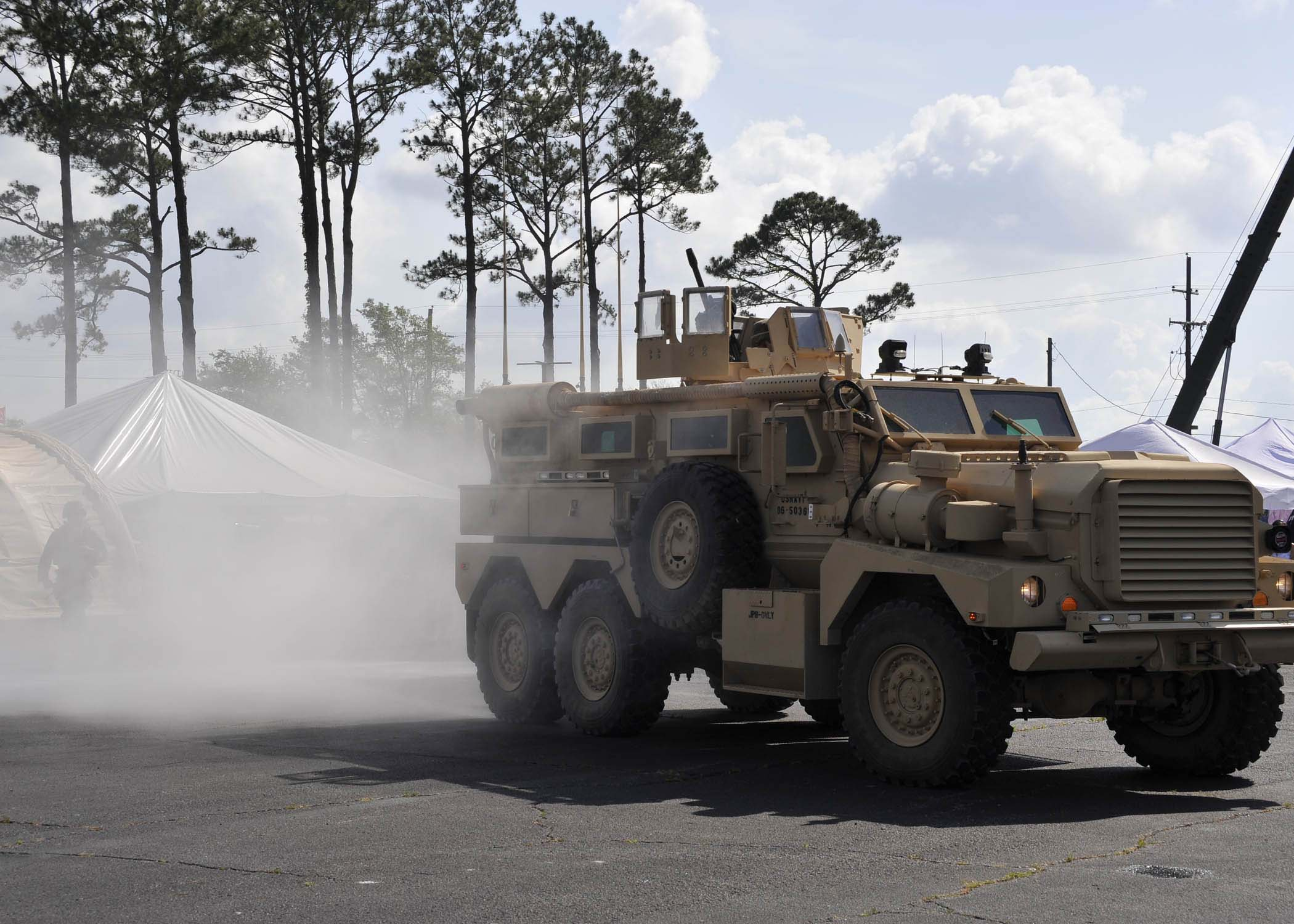